# Christoph Wilhelm Rüdiger von Pirch
Christoph Wilhelm Rüdiger von Pirch (* 4. Mai 1767 in Magdeburg; † 3. Mai 1846 in Oels) war ein preußischer Generalmajor.

## Herkunft
Er entstammt dem alten pommerschen Adelsgeschlecht Pirch. Seine Eltern waren der preußische General der Infanterie Franz Otto von Pirch (1733–1813) und dessen erste Ehefrau Charlotte Friederike von Winckelmann (1740–1781). Seine älteren Brüder Georg Dubislav Ludwig (1763–1838) und Otto Karl Lorenz (1765–1824) wurden preußische Generalleutnants, auch seine anderen Brüder dienten als Offiziere in der preußischen Armee.

## Leben
Pirch trat bereits 1778 – im Alter von elf Jahren – als Freikorporal in das in der Garnison zu Wesel stationierte Infanterieregiment Nr. 45 Landgraf von Hessen-Kassel  ein, in dem auch sein Vater und seine Brüder dienten. Noch im selben Jahr wurde er gemeinsam mit zwei jüngeren Brüdern Page des Königs. Nachdem er 1782 in Regiment Nr. 45 Fähnrich geworden war, dann 1788 Seconde-Lieutenant, nahm er 1789 unter dem Herzog von Braunschweig an dem Feldzug in Holland teil. 1789 rückte er mit dem Grenadierbataillon des Regiments Nr. 45 zunächst nach Lüttich vor, wo Unruhen ausgebrochen waren und eingedämmt werden sollten, und dann 1790 an die Grenze von Brabant. Als 1791 der Markgraf von Anspach-Bayreuth seine beiden Fürstentümer an Preußen abgetreten hatte, wurde das Regiment, bei dem Pirch stand, in die Garnisonsstadt Bayreuth verlegt.
1795 wurde Pirch Generaladjutant seines damaligen Regimentschefs, des Generalmajors Karl Philipp von Unruh, selben Jahres wird Pirch Inspektionsadjutant der Ansbach-Bayreuth'schen Infanterie-Inspektion in Bayreuth. 1800 wurde er in dieser Position zum Premierlieutenant, 1803 zum Stabskapitän und dann 1805 zum Stabshauptmann befördert. Noch 1805 wurde er Generaladjutant des Generalmajors Johann Christian von Zweiffel (1745–1817). Als 1806 Napoleon I. Preußen bedrohte, wurde Pirch die Verantwortung eines Brigademajors bei dem Armeekorps des Fürsten von Hohenlohe übertragen.
Nach der Kapitulation Preußens bei Prenzlau im Jahre 1806 geriet Pirch in Kriegsgefangenschaft, wurde jedoch bald entlassen und begab sich zuerst nach Bayreuth. 1807 zog  er mit seiner Familie nach Stargard, wo sein Vater stationiert war.
Im Zuge des Neuaufbaus der preußischen Armee wurde Pirch 1808 Kompaniechef beim im selben Jahr gegründeten Kolbergschen Infanterie-Regiment, wo er für Ersatzangelegenheiten verantwortlich war. Als im Oktober 1812 die Gründung eines preußischen Gendarmeriekorps anstand, wurde er zunächst zum interimistischen und im September 1813 dann zum wirklichen Oberbrigadier der kurmärkischen Gendarmerie ernannt. 1814 wurde Pirch zum Oberstleutnant und 1818 schließlich zum Oberst befördert. 1820 bei Umstrukturierung der Gendarmerie erhält er die 3. Brigade. 1826 führte er für einige Monate die Geschäfte des erkrankten Chefs der Landgendarmerie von Brauchitsch. Am 15. März 1834 erhielt Pirch Versorgung im Rang eines Generalmajors.
Während seines Militärdienstes war Pirch 1816 mit dem Eisernen Kreuz am weißen Bande ausgezeichnet worden und 1828 mit dem Roten Adlerorden III. Klasse, zu dem er 1833 noch die Schleife verliehen bekam.

### Familie
Pirch hatte 1797 Luise Amalie Anna Viktoria Isabella von Lyncker (* 25. Januar 1769; † 14. Mai 1845) eine Tochter des fürstlich-schwarzburg-sondershausenschen Geheimrats Heinrich Ferdinand Christian Freiherr von Lynker geheiratet. Aus der Ehe gingen zwei Söhne und drei Töchter hervor, von denen allerdings ein Sohn und zwei Töchter früh verstarben. Sein verbliebener Sohn, Otto Ferdinand Dubislav von Pirch (1799–1832), der ihn nicht überlebte, hatte ebenfalls die militärische Laufbahn eingeschlagen, machte sich jedoch auch als Reiseschriftsteller einen Namen. Seine Tochter Wilhelmine (* 27. Januar 1798) heiratete der Oberst Friedrich Julius Ludwig von Restorff (* 12. Mai 1783; † 12. Oktober 1848).